# 伊克塔
伊克塔 （阿拉伯語: اقطاع 或 اقطاعة）是一種在白益王朝開始實施的土地制度，在中世紀時期盛行於中東地區，政府將徵稅權交給地方官員（通常是軍官），作為收入來源和換取他們的服務，其餘再上繳國家。
和歐洲封建制度不同，受封伊克塔的人無權力把封地世襲，也無權力擅自處置封地上的人民。